# Нина (ера)
Нина (仁和) је јапанска ера (ненко) која је наступила после Гангјо и пре Канпјо ере. Временски је трајала од фебруара 885. до априла 889. године и припадала је Хејан периоду. Владајући цареви били су Коко и Уда.

## Важнији догађаји Нина ере
- 11. јануар 887. (Нина 2, четрнаести дан дванаестог месеца): Цар Коко путује за Серигаву како би ловио са соколовима. Током свог живота често се враћа овој омиљеној активности.[3]
- 17. септембар 887. (Нина 3, двадесетшести дан осмог месеца): Цар Коко умире у 57 години.[4][5] Трон наслеђује Кокоов трећи син који постаје цар Уда.[4][6]
- 12. мај 887. (Нина 3, седамнаести дан једанаестог месеца): Мотоцуне тражи дозволу од цара Уде да се повуче са своје позције али му цар одговара речима: „Моја младост ограничава моју способност да управљам и ако престанеш да ми дајеш савете ја ћу се повући и отићи у манастир“. Мотоцуне је због тога одустао од повлачења и наставио посао саветника.[7]
- 887. (Нина 4, осми месец): Завршена је изградња новог будистичког храма Нина-џи (仁和寺) а старешина истог постаје један од бивших ученика Кобо Даишија.[7]